# Tribunal Supremo Federal de Suiza
El Tribunal Supremo Federal de Suiza es la corte suprema de la Confederación Suiza. Como parte de la judicatura, es una de las tres ramas del gobierno en el sistema político de Suiza.
Tiene su sede en el Tribunal Federal de Lausana en el cantón de Vaud. Las dos divisiones de seguridad social del Tribunal Supremo Federal (antes Tribunal Federal de Seguros, como una unidad independiente de la organización del Tribunal Supremo Federal), se encuentran en Lucerna. La Asamblea Federal Unida elige a 38 jueces federales ante el Tribunal Supremo Federal. El actual presidente de la corte es Ulrich Meyer.